# José María Márquez Bernal
José María Márquez Bernal CMF (* 8. September 1915 in Villamanrique; † 17. März 1995) war ein römisch-katholischer Ordensgeistlicher und Prälat von Humahuaca.

## Leben
José María Márquez Bernal trat der Ordensgemeinschaft der Claretiner bei und empfing am 29. März 1941 die Priesterweihe. Paul VI. ernannte ihn am 10. Oktober 1973 zum Prälaten von Humahuaca und Titularbischof von Buxentum.
Der Delegat der Dombauhütte von St. Peter, Lino Zanini, spendete ihm am 12. Dezember desselben Jahres die Bischofsweihe; Mitkonsekratoren waren Carlos Mariano Pérez Eslava SDB, Erzbischof von Salta, und José Miguel Medina, Bischof von Jujuy. 
Am 3. November 1977 verzichtete er im Zuge der neuen Vergaberichtlinien der römischen Kurie auf seinen Titularbischofssitz. Papst Johannes Paul II. nahm am 20. Februar 1991 seinen altersbedingten Rücktritt an.